# ژن آبی

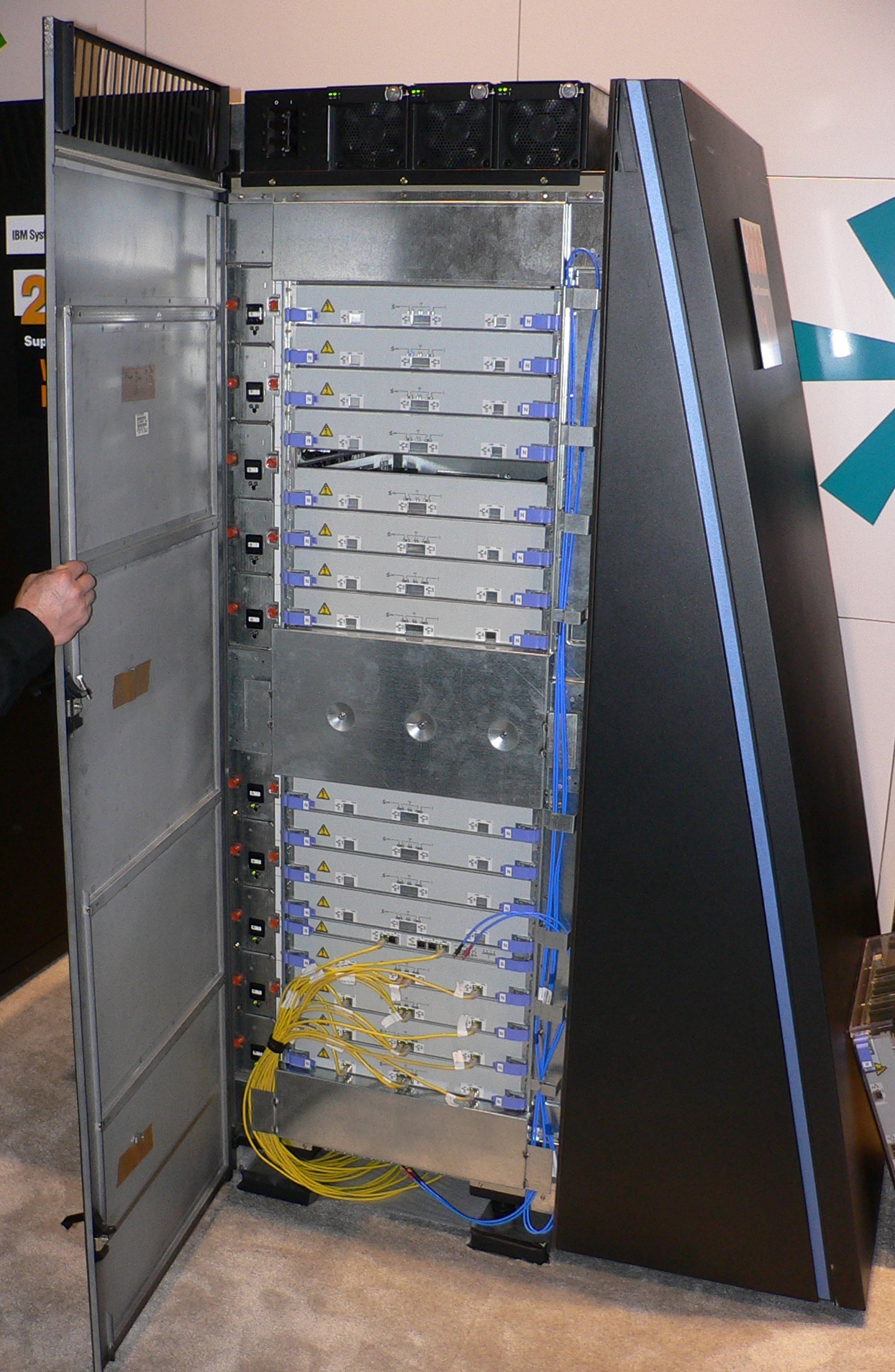
کابینت بلو جین/ال

ژن آبی یا بلو جین (به انگلیسی: Blue Gene) یک پروژه معماری رایانه‌ای برای ایجاد چندین ابررایانه تا رسیدن به بالاترین سرعت پردازش در سطح فلاپس طراحی شده است. پایدارترین سرعت رسیده نزدیک به ۵۰۰ ترافلاپس می باشد. این یک پروژه مشترک بین آی‌بی‌ام، آزمایشگاه ملی لارنس لیورمور، وزارت نیرو ایالات متحده آمریکا (بخشی از بودجه پروژه) و آکادمی است. در حال حاضر ۴ پروژه ژن آبی در حال توسعه می باشد: بلو جین/ال، بلو جین/سی، بلو جین/پی و بلو جین
این پروژه در تاریخ ۱۸ سپتامبر ۲۰۰۹ مدال ملی فناوری و نوآوری‌ها را توسط رئیس جمهور ایالات متحده آمریکا دریافت نمود، باراک اوباما جایزه را در تاریخ ۷ اکتبر ۲۰۰۹ اهدا کرد.

## تاریخچه
"در سال 1999، شرکت آی‌بی‌ام با تخصیص بودجه‌ای 100 میلیون دلاری، پروژه‌ای پنج ساله را با هدف توسعه یک ابررایانه موازی برای مطالعه پدیده‌های زیست‌مولکولی، به‌ویژه تاخوردگی پروتئین، آغاز کرد. این پروژه دو هدف اصلی را دنبال می‌کرد: ارتقای دانش ما در مورد مکانیسم‌های تاخوردگی پروتئین از طریق شبیه‌سازی‌های گسترده، و بررسی ایده‌های نوآورانه در معماری و نرم‌افزار ابررایانه‌های موازی.
طراحی اولیه بلو جین بر اساس معماری سایکلاپس64، که توسط مونتی دنو ارائه شده بود، صورت گرفت. تحقیقات اولیه در مرکز تحقیقات تی.جی. واتسون آی‌بی‌ام و تحت رهبری ویلیام آر. پولی‌بلنک انجام شد.
در ادامه، آلن گارا در آی‌بی‌ام، توسعه معماری کیو‌سی‌دی‌او‌سی را به سمت یک ابررایانه با کاربرد عمومی‌تر هدایت کرد. این امر با جایگزینی شبکه اتصال داخلی نزدیک‌ترین همسایه 4 بعدی با شبکه‌ای که از مسیریابی پیام‌ها بین گره‌ها پشتیبانی می‌کرد، و افزودن یک زیرسیستم ورودی خروجی موازی، محقق شد. وزارت انرژی آمریکا (DOE) نیز در این مسیر از توسعه این سیستم حمایت کرد، که منجر به نام‌گذاری آن به بلو جین ال (L برای Light) شد. توسعه سیستم اصلی بلو جین با نام بلو جین سی (C برای Cyclops) و سپس سایکلاپس64 ادامه یافت.
در نوامبر 2004، یک سیستم 16 رک، با هر رک شامل 1024 گره محاسباتی، با عملکرد لینپک 70.72 ترافلاپس، رتبه نخست را در فهرست تاپ500 به دست آورد. این سیستم، ابررایانه ارث سیمولاتور شرکت ان‌ای‌سی را، که از سال 2002 در صدر این فهرست قرار داشت، پشت سر گذاشت.
بین سال‌های 2004 تا 2007، نصب بلو جین/ال در آزمایشگاه ملی لارنس لیورمور (LLNL) به تدریج به 104 رک گسترش یافت و به عملکرد لینپک 478 ترافلاپس و عملکرد اوج 596 ترافلاپس دست یافت. این سیستم به مدت 3.5 سال در صدر فهرست تاپ500 باقی ماند، تا اینکه در ژوئن 2008 توسط سیستم رودرانر مبتنی بر سلول آی‌بی‌ام در آزمایشگاه ملی لس آلاموس، که اولین سیستم عبورکننده از مرز 1 پتافلاپس بود، جایگزین شد. این سیستم در کارخانه آی‌بی‌ام در روچستر، مینه‌سوتا تولید شد.
علاوه بر نصب بزرگ LLNL، نصب‌های کوچک‌تر متعددی نیز صورت گرفت. در نوامبر 2006، 27 رایانه در فهرست تاپ500 از معماری بلو جین ال استفاده می‌کردند. همه این رایانه‌ها با معماری eServer Blue Gene Solution فهرست شده بودند. به عنوان مثال، سه رک بلو جین ال در مرکز ابررایانه سن دیگو نصب شد.
در حالی که فهرست تاپ500 عملکرد را بر اساس معیار لینپک ارزیابی می‌کند، بلو جین ال در مجموعه‌ای گسترده‌تر از برنامه‌ها نیز عملکرد قابل توجهی از خود نشان داد. این ابررایانه اولین سیستمی بود که عملکرد پایدار بیش از 100 ترافلاپس را در یک برنامه کاربردی واقعی، یعنی کد دینامیک مولکولی سه بعدی (ddcMD)، که انجماد فلز مذاب را در شرایط فشار و دمای بالا شبیه‌سازی می‌کرد، ارائه کرد. این دستاورد، جایزه گوردون بل سال 2005 را به خود اختصاص داد.
در ژوئن 2006، سازمان امنیت هسته‌ای ملی (NNSA) و آی‌بی‌ام اعلام کردند که بلو جین ال به عملکرد 207.3 ترافلاپس در یک برنامه شیمی کوانتومی (Qbox) دست یافته است. در کنفرانس سوپرکامپیوتینگ 2006، بلو جین ال در تمامی دسته‌های جوایز چالش HPC برنده شد. در سال 2007، تیمی از مرکز تحقیقات آلمادن آی‌بی‌ام و دانشگاه نوادا، یک شبکه عصبی مصنوعی را با پیچیدگی نزدیک به مغز موش، به مدت یک ثانیه اجرا کردند (این شبکه با سرعت 1/10 نرمال به مدت 10 ثانیه اجرا شد)."

## بلو جین/ال
اولین رایانه از سری ژن آبی است.